# MPlayer
Denne artikel er om en open source-multimedieafspiller. For at læse om Microsofts multimedieafspiller, med filnavnet mplayer2.exe, se artiklen Windows Media Player.
MPlayer er en gratis og open source-multimedieafspiller, der udgives under version 2 af GNU General Public License. Programmet findes i versioner til alle større styresystemer, inklusivt GNU/Linux og andre Unix-lignende systemer, Microsoft Windows og Mac OS X.
MPlayer er kendt for sin meget omfattende understøttelse af forskellige formater og siges at understøtte flere multimedieformater end nogen anden afspiller. 
MPlayer er et kommandolinje-program men der findes forskellige grafiske brugerflader (GUI) til hver af de understøttede styresystemer. Almindeligt brugte GUIs er GMPlayer (et X Window System GUI til GNU/Linux og andre Unix-lignende systemer), MPlayer OS X (til Mac OS X), MPUI (til Windows) og WinMPLauncher (også til Windows).